# Onasemnogen abeparvovek
Onasemnogen abeparvovek, naprodaj pod trgovskim imenom Zolgensma, je gensko zdravilo, ki se v kombinaciji s kortikosteroidi uporablja za zdravljenje spinalne mišične atrofije (SMA) pri otrocih, mlajših od dveh let. Leta 2019 je bilo odobreno v Združenih državah za uporabo v obliki enkratne injekcije v veno, v Evropski uniji pa je zdravilo odobreno od maja 2020.
Onasemnogen abeparvovek deluje tako, da zagotovi novo kopijo gena z zapisom za humano beljakovino SMN. Pogosti neželeni učinki vključujejo siljenje na bruhanje in zvišano raven jetrnih encimov. Resni neželeni učinki vključujejo težave z jetri, majhno število trombocitov in okvaro srca.
Onasemnogen abeparvovek je na podlagi dela Martine Barkats z Inštituta za miologijo v Franciji razvila družba AveXis, ki jo je prevzela skupina Novartis. Zdravilo nominalno stane 2,125 milijona USD na zdravljenje in je bilo leta 2019 tako najdražje zdravilo na svetu. Formulacijo, ki se injicira v hrbtenični kanal, so proučevali tudi pri bolnikih, mlajših od šestih let, vendar so to raziskavo oktobra 2019 ustavili.

## Uporaba
Onasemnogen abeparvovek se uporablja za zdravljenje spinalne mišične atrofije, povezane z mutacijo gena survival motor neuron 1 (SMN1), kar je genetska okvara, ki jo največkrat diagnosticirajo pri majhnih otrocih in povzroči postopno izgubo mišične funkcije ter pogosto privede do smrti.
V intravenski obliki je to zdravilo v Združenih državah odobreno za uporabo pri otrocih s SMA, starih do dve leti.
Da bi zaščitili jetra, se to zdravilo uporablja v kombinaciji s kortikosteroidi. Uporaba kortikosteroidov je priporočljiva vsaj dva meseca, začenši na dan pred odmerkom onasemnogen abeparvoveka. Pri vztrajnih motnjah delovanja jeter je priporočljiva daljša uporaba kortikosteroidov.
Čeprav onasemnogen abeparvovek tržijo kot enkratno zdravilo za SMA, ni znano, kako dolgo se z zdravilom vstavljeni transgen pri človeku ohrani. Ker se motorični nevroni ne delijo, domnevajo, da je stabilnost tega gena dolgotrajna.

## Neželeni učinki
Pogosti neželeni učinki vključujejo siljenje na bruhanje in zvišane ravni jetrnih encimov. Resni neželeni učinki lahko vključujejo težave z jetri, nizko raven trombocitov in okvaro srca. Delovanje jeter je smiselno spremljati tri mesece po odmerku.
Ker lahko zdravilo zmanjša število trombocitov, je treba pred odmerjanjem preveriti raven trombocitov, nato pa jo prvi mesec preverjati tedensko in naslednja dva meseca vsaka dva tedna, dokler se ne vrne na izhodiščno vrednost.

## Mehanizem delovanja
Spinalna mišična atrofija (SMA) je živčno-mišična bolezen, ki jo povzroči mutacija gena SMN1, zaradi katere je nižja raven beljakovine SMN, ki je nujna za preživetje motoričnih nevronov. Onasemnogen abeparvovek je biološko zdravilo, ki vsebuje kapside virusa AAV9, v katerih so transgen SMN1 in sintetični promotorji. Po vnosu v telo virusni prenašalec AAV9 dostavi transgen SMN1 do prizadetih motoričnih nevronov, kjer zviša raven nastajanja beljakovine SMN.